# Roxio Creator
Roxio Creator, precedentemente noto come Easy Media Creator, è un pacchetto software prodotto dalla Roxio che permette di creare, modificare, personalizzare, masterizzare video, audio, e foto. È un'evoluzione del precedente Easy CD Creator della Adaptec.
Con il programma sono contenute altre piccole applicazioni che permettono di fare di tutto: dal montaggio e taglio di video, alla creazione di CD MP3. È inoltre presente un editor, molto efficiente, per ritoccare nonché personalizzare le proprie foto. Vi è anche la possibilità di creare le copertine per CD e DVD, e persino convertire i vecchi dischi LP, in dischi MP3, convertire DIVX in DVD.
Un'utile applicazione contenuta in Easy Media Creator è DragToDisc, una sorta di widget a forma di CD che permane sul desktop e permette di masterizzare dei file semplicemente trascinandoli su di esso.

## Formati supportati
- Video: AVI, DV, HDV, DV-AVI, MPEG-1/2/4, MPEG2-HD, DVD-Video, DVR-MS, ASF, MOV (AVC), WMV, 3GP, MPEG2 Transport Stream, AVC (H.264), HEVC (H.265), AVCHD, 3D sopra/sotto altezza piena e metà altezza, affiancato altezza piena e metà altezza, 3D MPO
- Audio: Audio CD, MP3, WAV, WMA, AAC, Ogg Vorbis, FLAC, M4a, MP4, Playlist (WPL, ASX, M3U, PLS, XSPF), AC3
- Immagini: 3D MPO, JPG, PNG, TIFF, BMP, GIF